# Короткохвостая тушканчиковая мышь
Короткохвостая тушканчиковая мышь (лат. Notomys amplus) — вид исчезнувших грызунов из семейства мышиных, обитавших в Австралии. Известна по двум экземплярам, пойманным в Северной территории.
Масса около 80 граммов. Это была одна из самых крупных австралийских тушканчиковых мышей. Окрас по преимуществу коричневый. Обитала на открытых каменистых равнинах с травами, низкими кустарниками и песчаными грядами.
Судя по субфоссильным остаткам, была широко распространена в центре и на западе засушливой зоны материка, от северо-востока Южной Австралии и юго-востока Северной территории до северо-запада Западной Австралии.
С 1896 года представителей вида не находили. Возможно, одичавшие кошки как хищники и кролики как конкуренты в корме способствовали исчезновению этих животных.

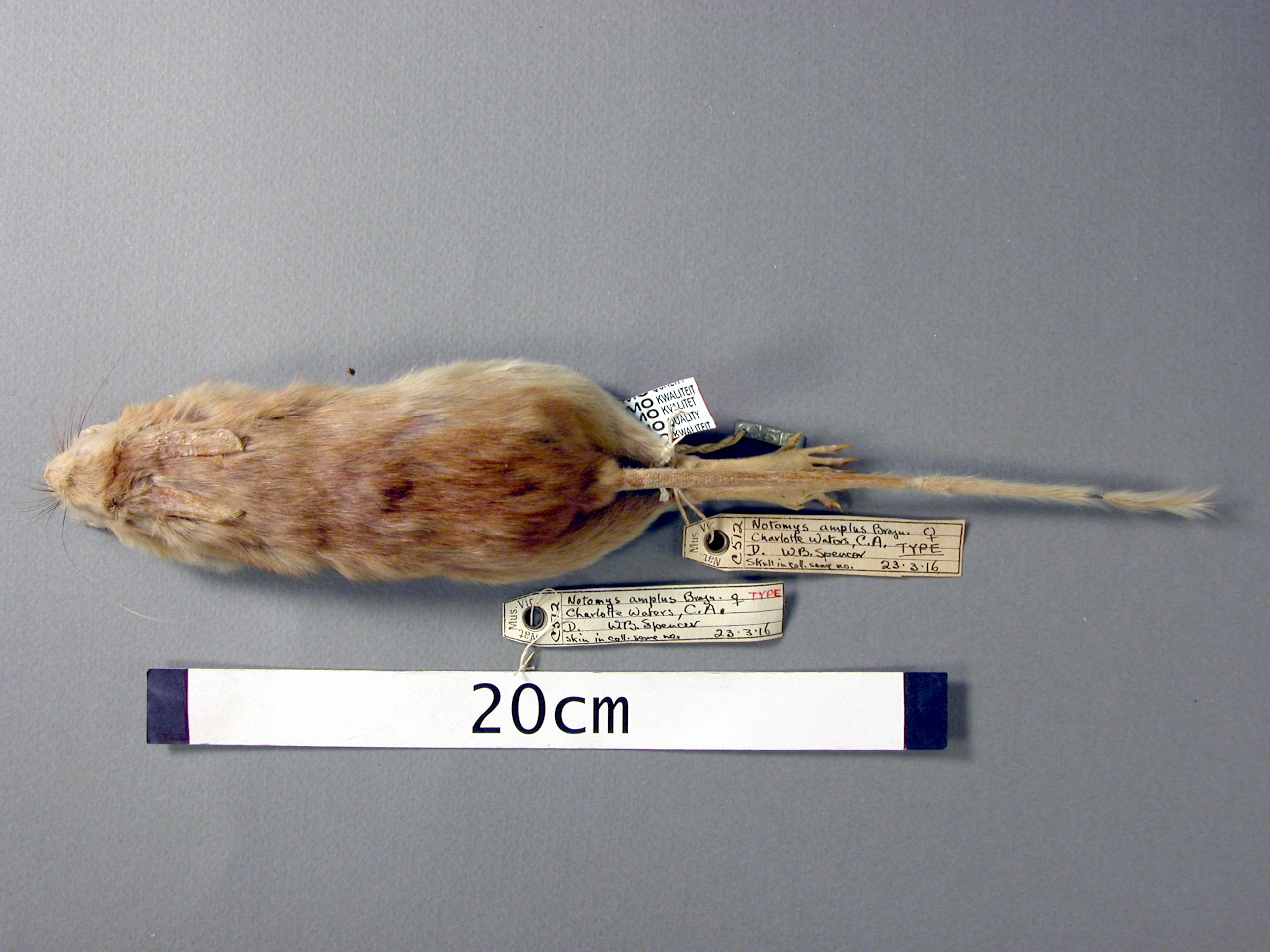
Голотип, вид сверху
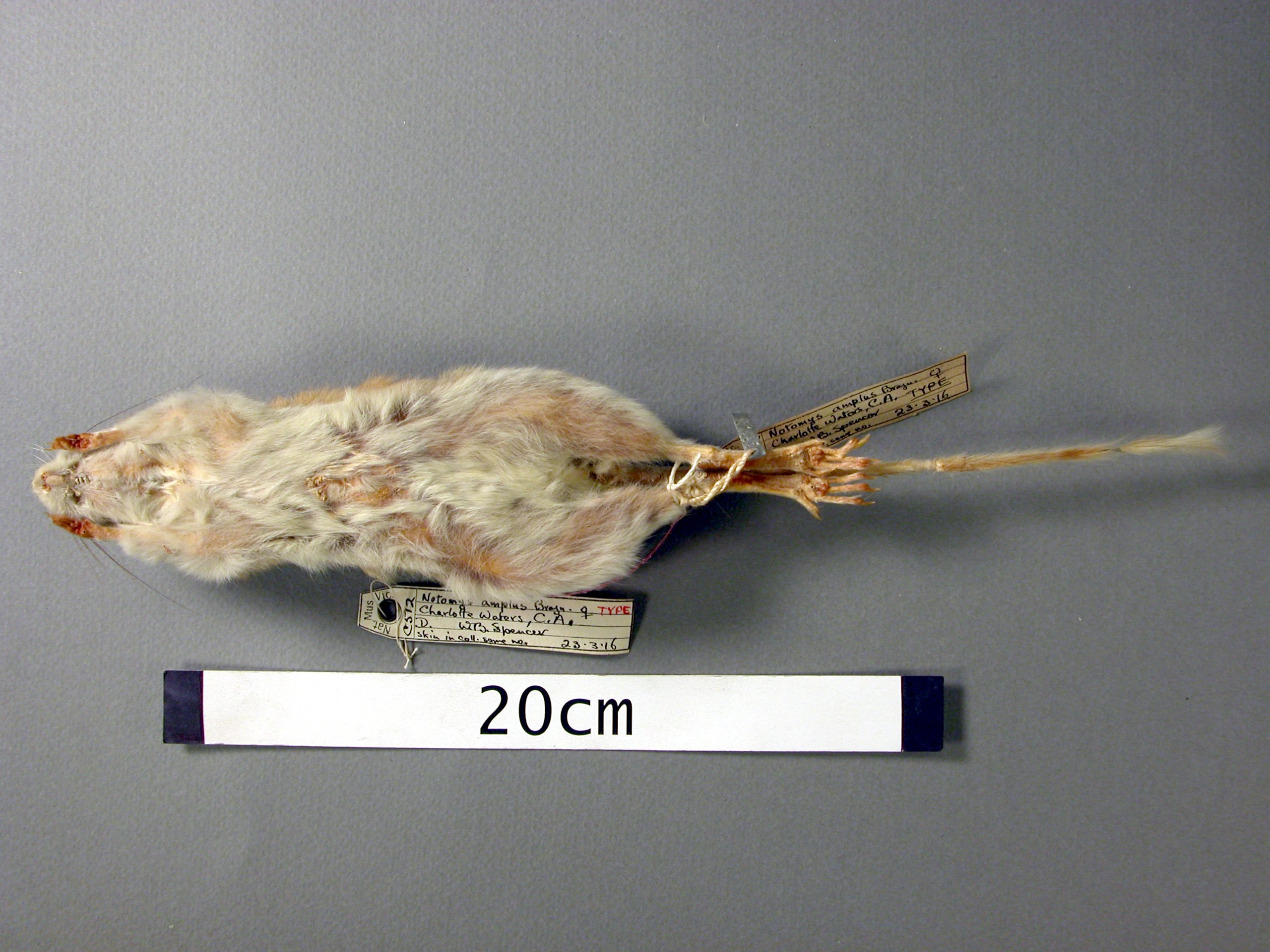
Голотип, вид снизу
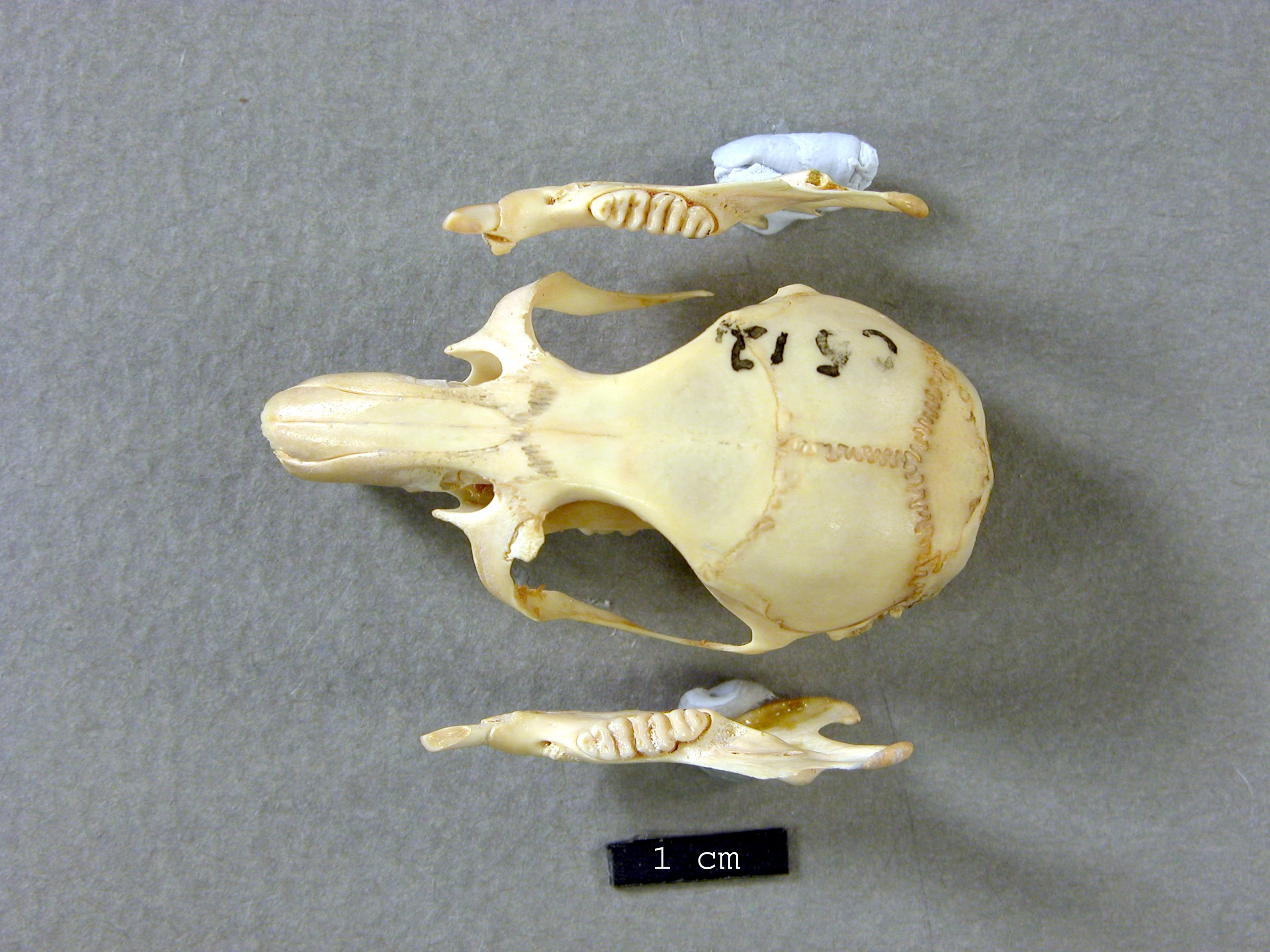
Череп голотипа, вид сверху
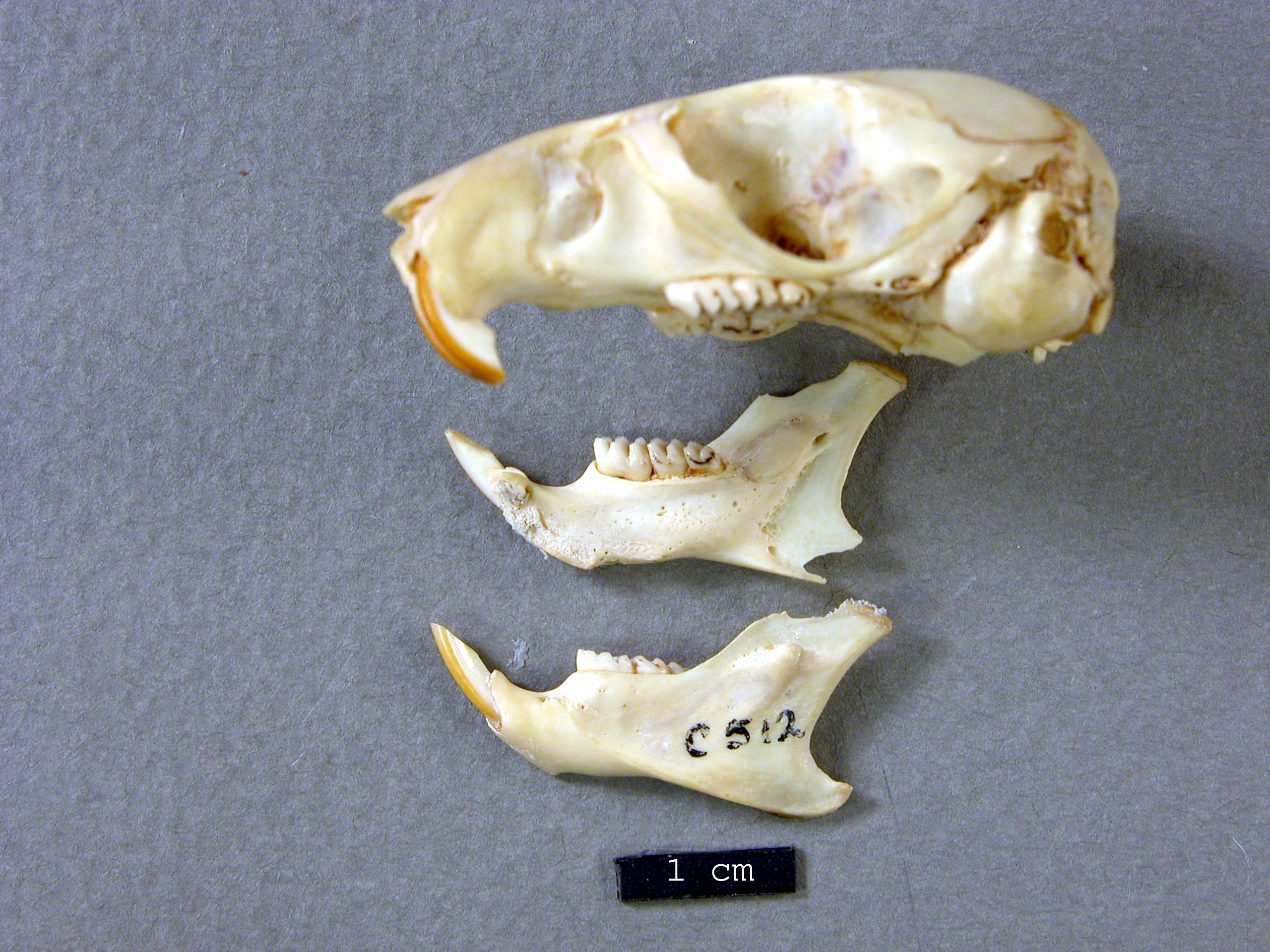
Череп голотипа, вид сбоку
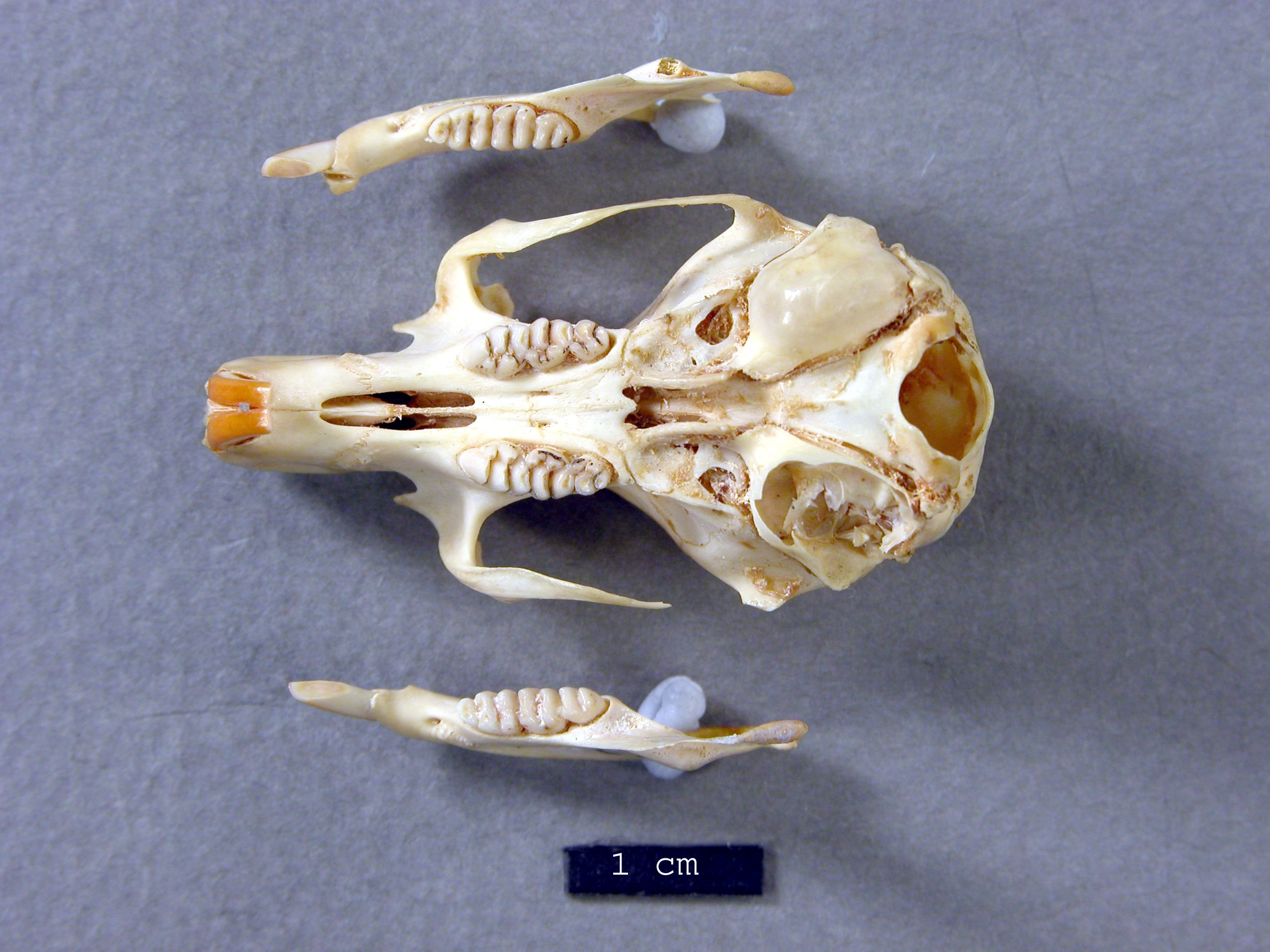
Череп голотипа, вид снизу